# Arimont
Arimont (/aʁimɔ̃/) est un village de la commune et ville belge de Malmedy située en Région wallonne dans la province de Liège. 
Avant la fusion des communes de 1977, Arimont faisait partie de la commune de Bévercé. 

## Situation
Implanté entre Malmedy et Waimes, Arimont éparpille ses habitations sur un territoire assez étendu constitué de prairies et situé sur le versant sud de la Warchenne. Arimont se trouve à environ 3 km à l'est du centre de Malmedy et à 4 km à l'ouest de Waimes.

## Tourisme et loisirs
Arimont compte une plaine de jeux, des restaurants, des gîtes ruraux, des chambres d'hôtes, un camping ainsi qu'un important domaine touristique situé au nord du hameau au bord de la Warchenne (Le Val d'Arimont).